# Johann Georg Wagner (Maler)
Johann Georg Wagner (* 26. Oktober 1744 in Meißen; † 14. Juni 1767 ebenda) war ein deutscher Landschaftsmaler und Radierer.

## Leben
Johann Georg Wagner war der Sohn von Johann Jakob Wagner (* um 1710; † 2. Januar 1797), Miniatur- und Porzellanmaler an der Porzellanmanufaktur Meissen und dessen Ehefrau, die Landschaftsmalerin Maria Dorothea Wagner, Tochter des Hofmalers Johann Georg Dietrich (1684–1752) und Schwester des Landschaftsmalers Christian Wilhelm Ernst Dietrich.
Er erhielt seinen ersten Malunterricht bei seinen Eltern und später bei seinem Onkel.
Als Joseph Roos 1764 Professor an der neugegründeten Dresdner Allgemeinen Kunst-Akademie der Malerei, Bildhauer-Kunst, Kupferstecher- und Baukunst wurde, wollte Johann Georg Wagner von diesem weiter ausgebildet werden, der erklärte jedoch nach der ersten Probe, er könne ihm nichts Neuen mehr vermitteln; daraufhin arbeitete er in Dresden im Atelier von Joseph Roos. Seine Bilder waren bereits nach kurzer Zeit in Dresden sehr gefragt und auch in Paris interessierte sich unter anderem der Bildhauer Charles Hutin für seine Bilder. 
Jakob Philipp Hackert und seine Brüder malten in der Art von Johann Georg Wagner, wie Johann Wolfgang von Goethe berichtete; Johann Christian Klengel nannte ihn den Raphael der Landschaftsmalerei.
1765 wurde er Unterlehrer an der Dresdner Akademie und verstarb 1767 im Alter von 22 Jahren in seinem Elternhaus.
Weil nach seinem Tod viele Künstler, unter anderem Salomon Gessner und François Boucher, nach seiner Technik Gouachegemälde malten, wurden diese auch coloriés d’après Wagner und auch dans la manière de Wagner genannt.
Seine grafischen Werke sind heute in den Sammlungen aller großen europäischen Museen, so etwa in London, Paris und Wien, vertreten.

## Werke (Auswahl)
- Staatliches Museum Schwerin, Kupferstich-Kabinett: Hügelige Landschaft mit Ochsentreiber (1763) und Landschaft mit Hirtinnen (1767).
- Stadtmuseum Meißen: Landschaft mit Kühen (1763).
- Städel-Museum Frankfurt/Main: Bauernhaus (1766).
- Stadt- und Bergbaumuseum Freiberg: Arkadische Parklandschaft.
- Bayerische Staatsgemäldesammlung München: Felsenlandschaft.

### Abbildungen

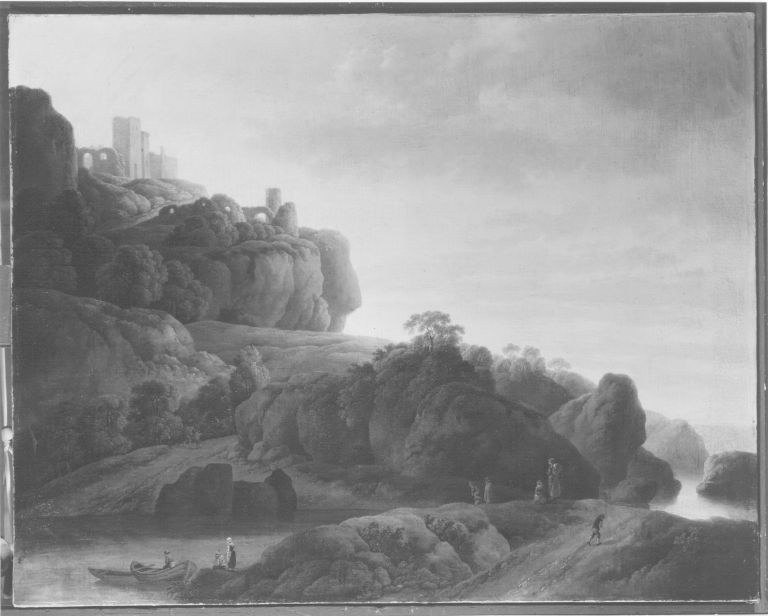
Felsenlandschaft
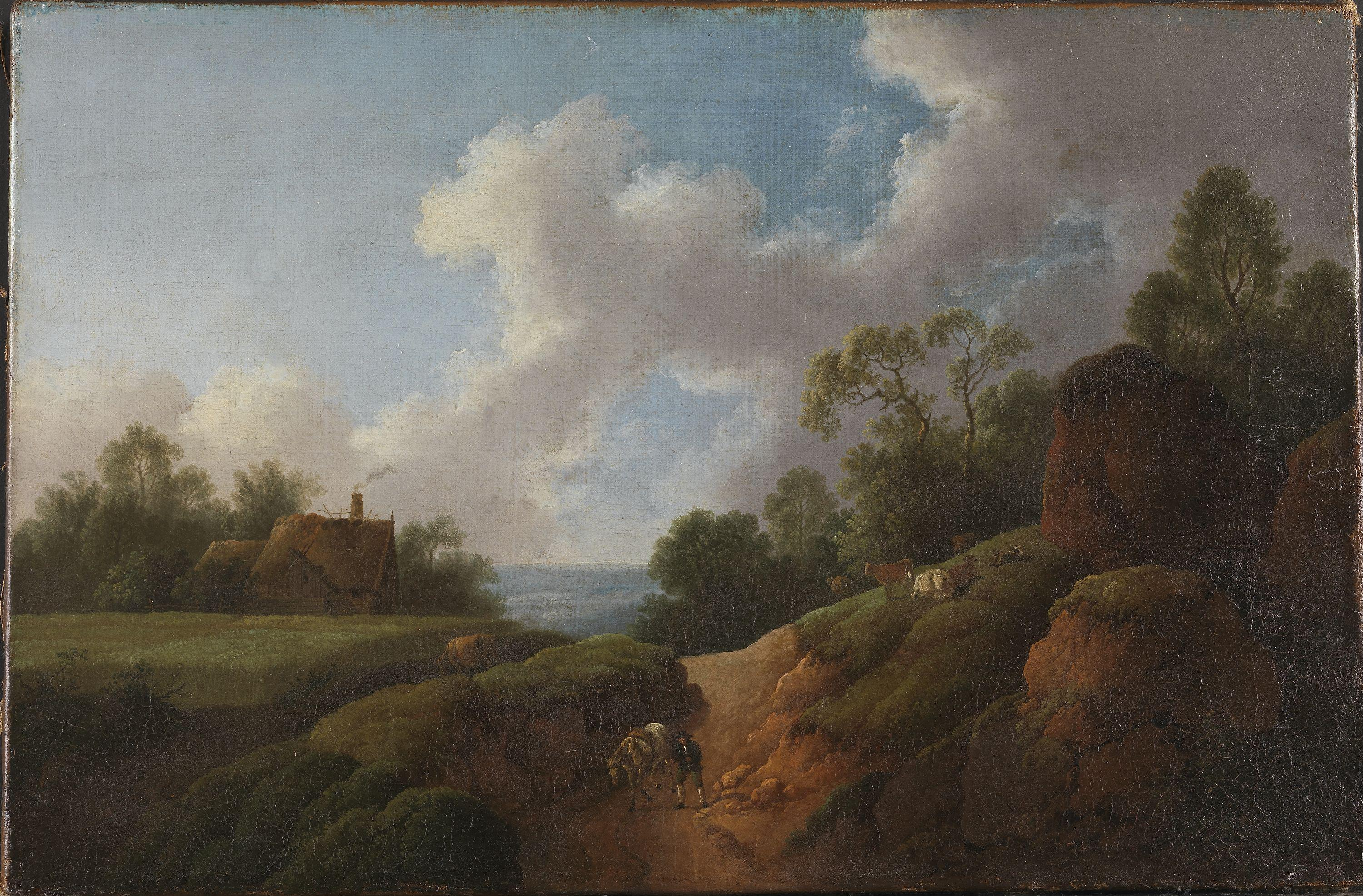
Ein Hohlweg
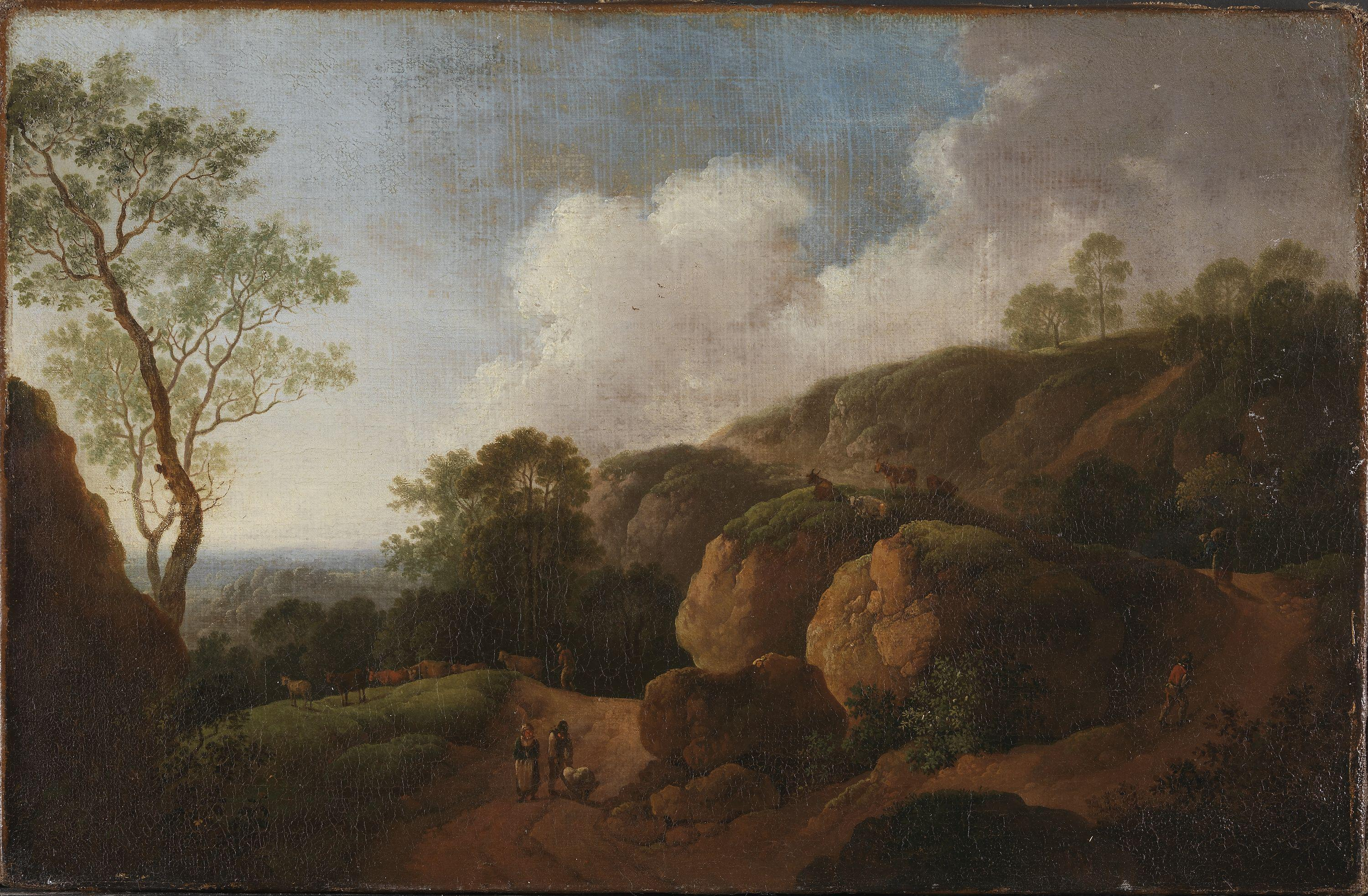
Landschaft mit Hohlweg
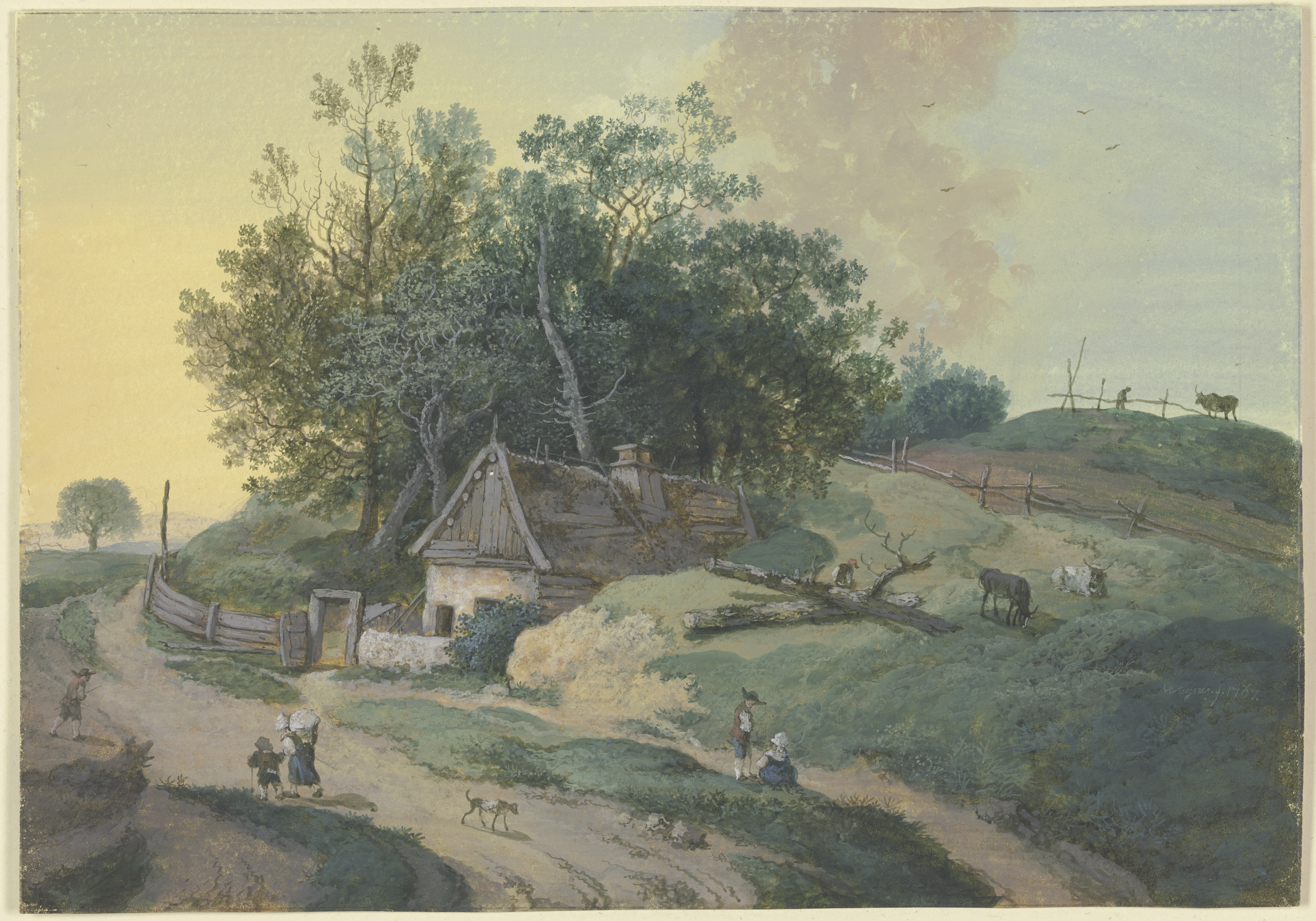
Bauernhaus am Weg unter Bäumen
Waldpartie und Ruine (1764)
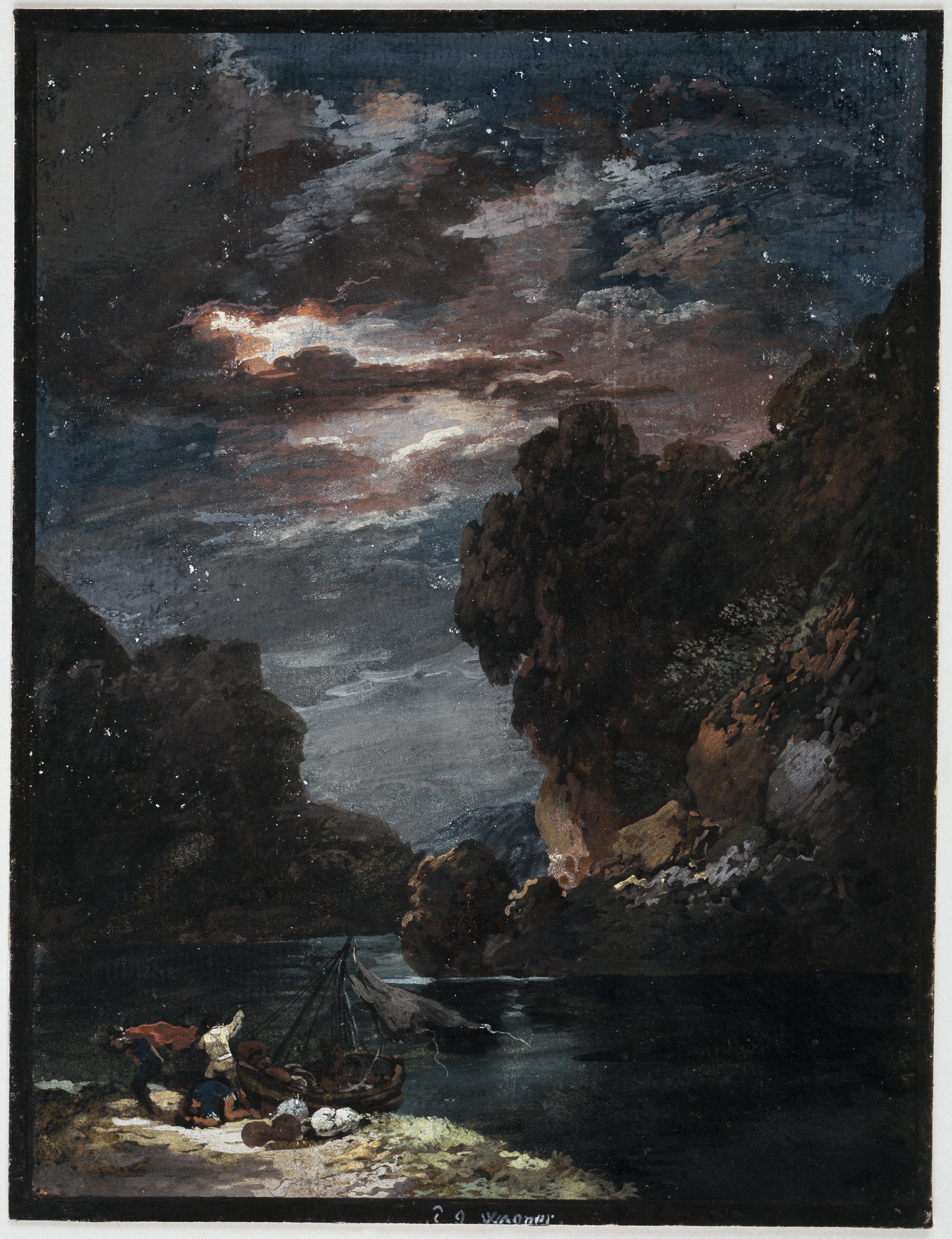
Stürmische Mondnacht im Gebirge
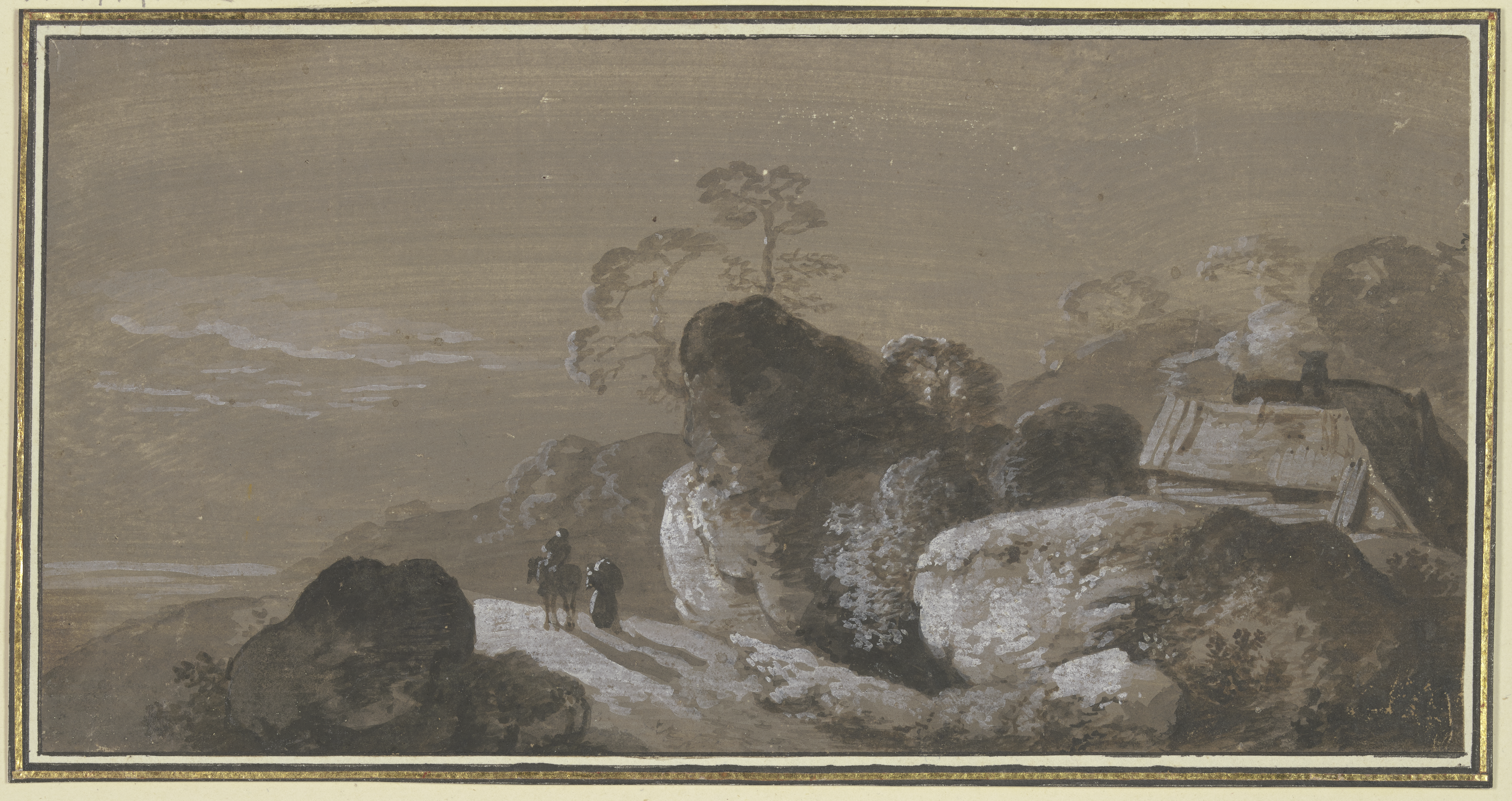
Hohlweg zwischen Felsen
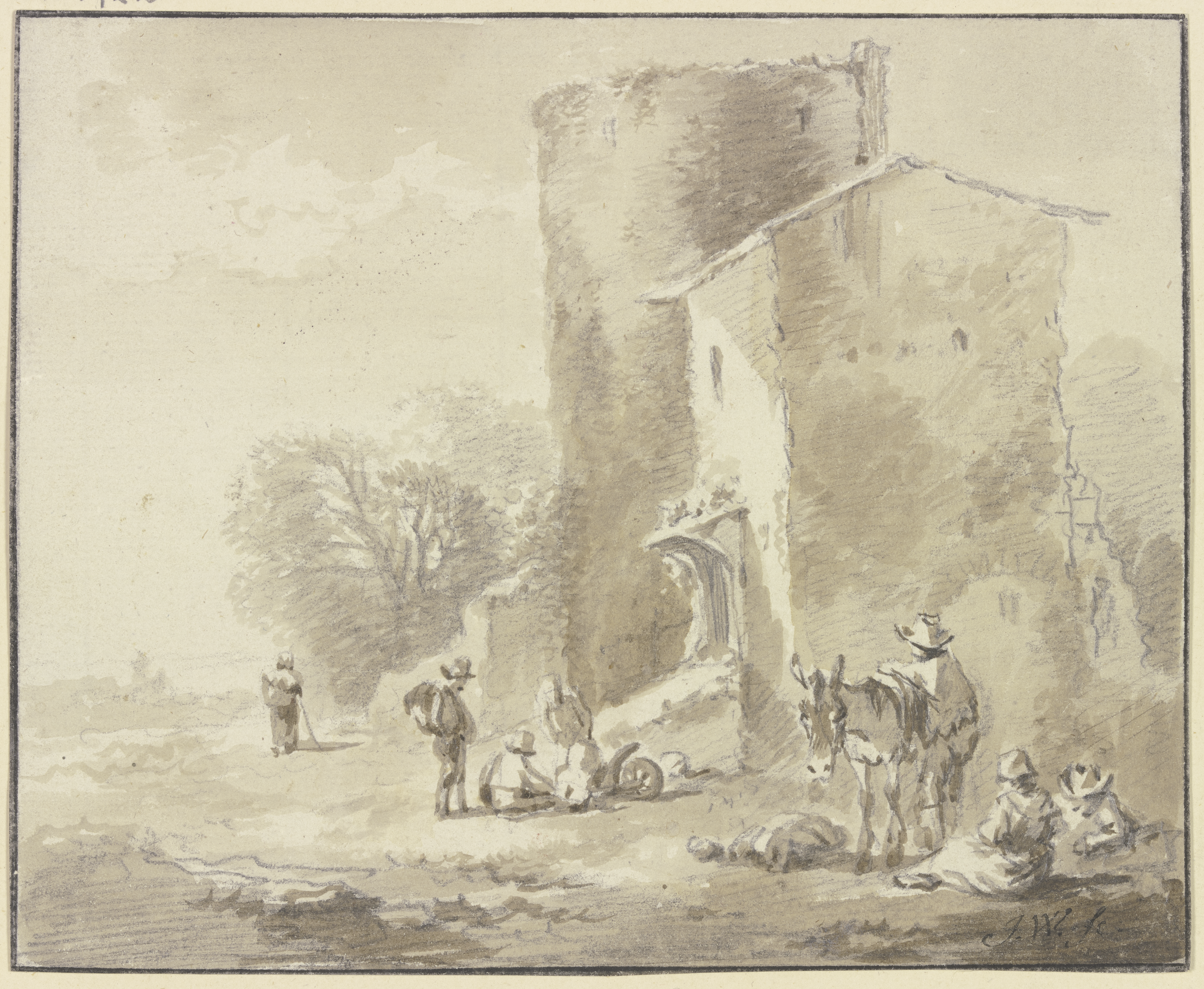
Haus an einem verfallenen Turm
Ruhender Hirte mit einer Kuh
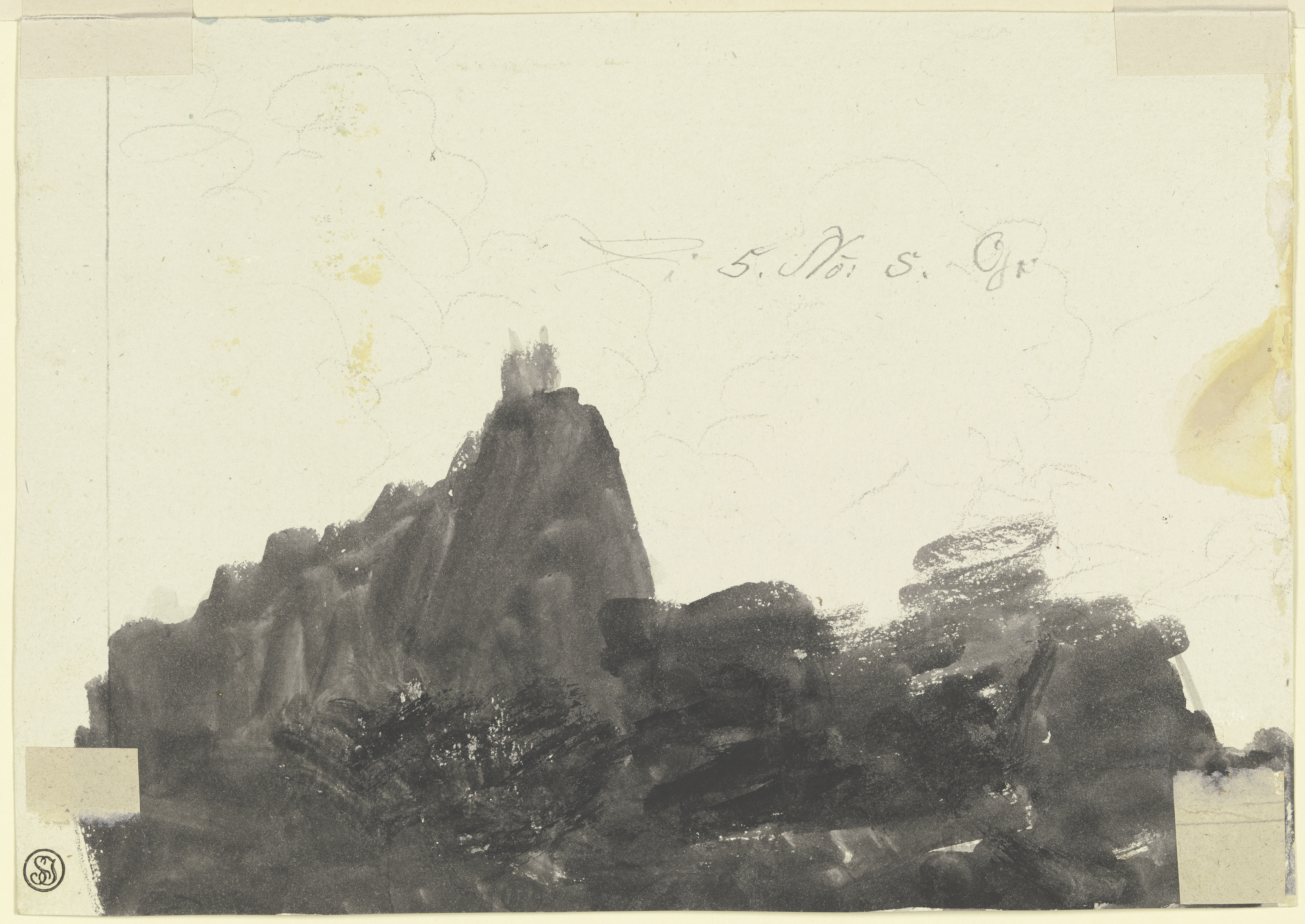
Felsformation
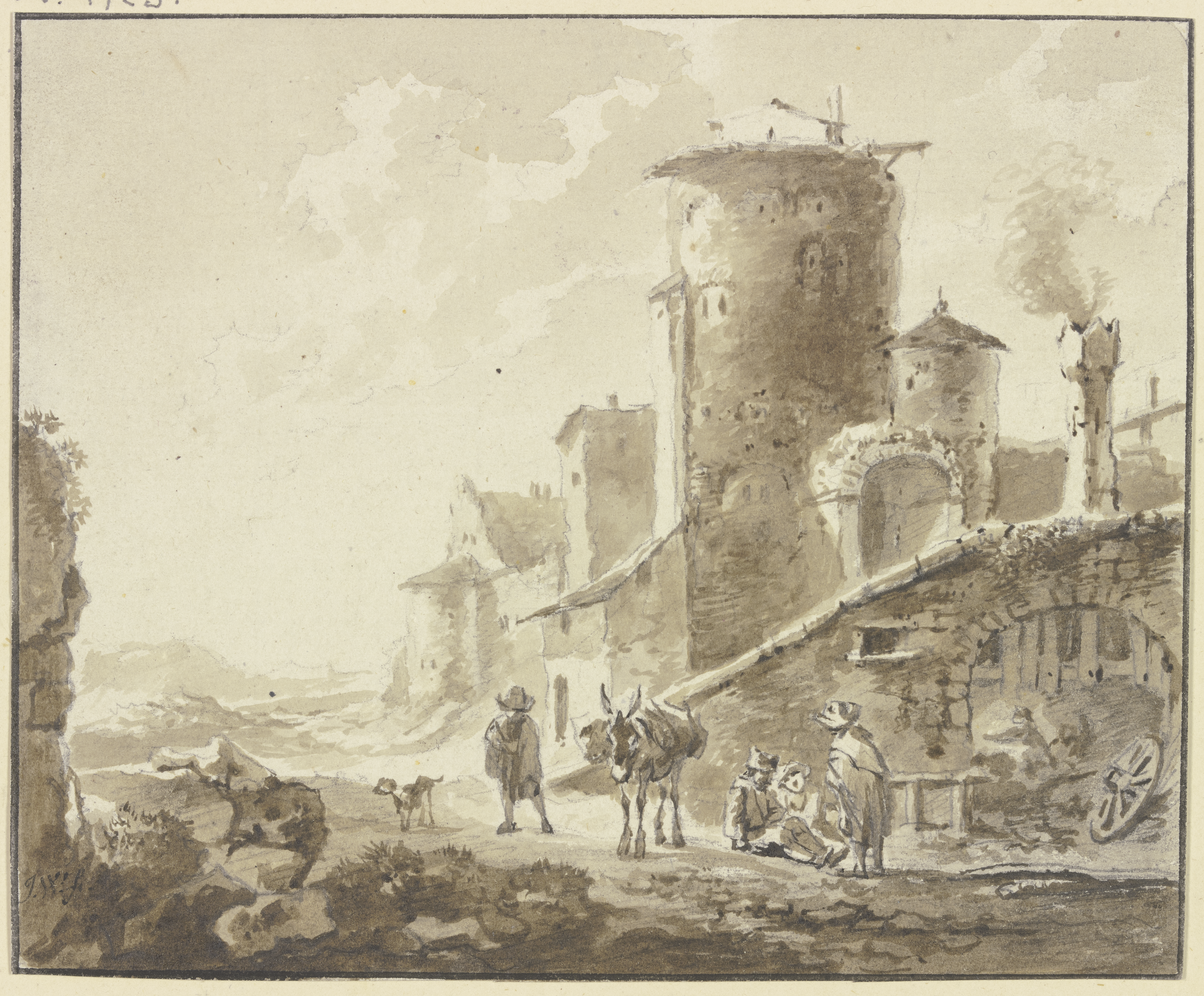
Häusergruppe mit rundem Turm